# Breda Ba.25
Breda Ba.25 byl italský dvoumístný jednomotorový cvičný dvouplošník smíšené konstrukce s pevným podvozkem ostruhového typu.

## Vývoj
Společnost Breda vyvinula prototyp Ba.25 v roce 1931 a téhož roku prošel se sériovým číslem MM.146 letovými testy. Létal s britským motorem Armstrong Siddeley Lynx o výkonu 149 kW. Druhý prototyp měl instalovanou italskou napodobeninu tohoto sedmiválce, Alfa Romeo D-2.
Prvních pět civilních sériových strojů ze září 1932, označených Ba.25bis, mělo zabudované pohonné jednotky Lynx, vyráběné mezitím v licenci u firmy Alfa Romeo. V následujícím roce byly postaveny další dva, všechny pak byly umístěny v civilní letecké škole firmy Breda.
Italské vojenské letectvo letoun Ba.25 objednalo v sérii, avšak zatím pouze v malých blocích. První série poháněl kapalinou chlazený řadový šestiválec Semi-Asso 200 a jejich produkce probíhala od října 1932 do září 1939.
Situace s motory se vyjasnila v roce 1937, kdy továrna Alfa Romeo definitivně dokončila vývoj pohonné jednotky D-2 o 179 kW a byla schopna je dodávat ve větším počtu. Motory se opatřovaly krytem typu Townend, avšak z praktických důvodů se obvykle létalo bez nich.

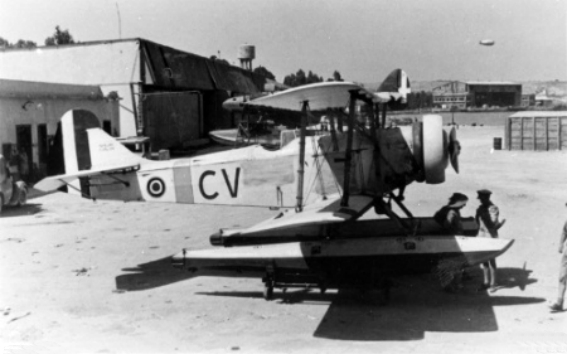
Breda Ba.25idro, přístav Augusta, Sicílie, 1943

Největší početní stav Ba.25 v Regia Aeronautica byl v květnu 1940. V inventáři mělo 286 kusů Ba.25 s motory D-2, 83 se Semi-Asso 200 a 70 s licenčními Lynxy. Další 43 kusy byly dvouplovákové námořní školní verze Ba.25idro s motory D-2, z nichž část létala s československými motory Walter Castor o výkonu 179 kW.
Pro potřeby vyšší akrobacie, kterou neumožňovala velká nosná plocha, byla vyvinuta zmenšená verze Ba.25 Ridotto s menším rozpětím a plochou a s křidélky i na horním křídle. Ridotto byly jednomístné, místo zadního sedadla byla přídavná palivová nádrž na 100 l.

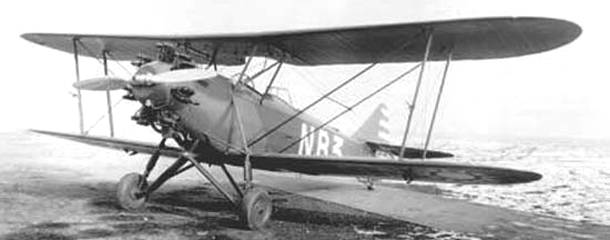
Breda Ba.28

Ještě lepší akrobatické vlastnosti měla varianta Ba.28, které vzniklo 50 kusů. Všechny byly osazeny pohonnými jednotkami Piaggio P-VIIZ o 276 kW v jednomístném i dvoumístném provedení. Jako Ba.28idro létaly na dvou plovácích.

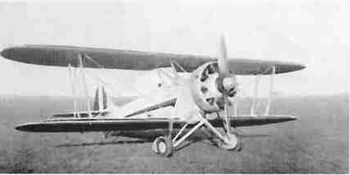
Breda Ba.28

V roce 1932 zase vznikla zjednodušená verze Ba.26 s motorem Walter NZ-120 o 90 kW.
V létech 1937-38 Itálie exportovala celkem 22 Ba.25 do Afghánistánu, Bolívie, Ekvádoru, Paraguaye a Maďarska. Navíc pak 44 kusy Ba-28, z nichž například 18 odebrala Čína a 12 Rakousko. Norsko koupilo šest Ba.28idro, další byly dodány do Afghánistánu a Španělska.
Společnost Breda v Miláně vyrobila 304 letouny, firma Compagnia Nazionale Aeronautica z Říma v licenci dalších 180 a Società Aeronautica Italiana v Passignanu 355 strojů.

## Specifikace
Údaje platí pro Ba.25 s motorem Lynx

### Technické údaje
- Rozpětí: 9,60 m
- Délka: 7,80 m
- Výška: 3,00 m
- Nosná plocha: 24,70 m²

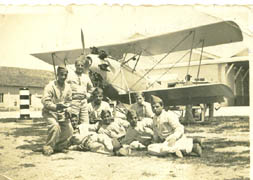
Breda Ba.25

- Hmotnost prázdného letounu: 760 kg
- Vzletová hmotnost: 1010 kg

### Výkony
- Maximální rychlost v hladině 500 m: 204 km/h
- Přistávací rychlost: 85 km/h
- Dostup: 5170 m
- Dolet: 340 km